# FA Charity Shield 1996
Lo FA Charity Shield 1996, noto in italiano anche come Supercoppa d'Inghilterra 1996, è stata la 74ª edizione della Supercoppa d'Inghilterra.
Si è svolto l'11 agosto 1996 al Wembley Stadium di Londra tra il Manchester United, vincitore della FA Premier League 1995-1996 e della FA Cup 1995-1996, e il Newcastle, secondo classificato nella FA Premier League 1995-1996.
A conquistare il titolo è stato il Manchester United che ha vinto per 4-0 con reti di Éric Cantona, Nicky Butt, David Beckham e Roy Keane.

## Partecipanti
| Squadre        | Qualificazione                                                       | Partecipazioni precedenti (il grassetto indica la vittoria)                                   |
| -------------- | -------------------------------------------------------------------- | --------------------------------------------------------------------------------------------- |
| Manchester Utd | Vincitore della FA Premier League 1995-1996 e della FA Cup 1995-1996 | 15 (1908, 1911, 1948, 1952, 1956, 1957, 1963, 1965, 1967, 1977, 1983, 1985, 1990, 1993, 1994) |
| Newcastle Utd  | Secondo classificato nella FA Premier League 1995-1996               | 5 (1909, 1932, 1951, 1952, 1955)                                                              |

## Tabellino
| Arbitro: | Paul Durkin |

|                                            |           |  |
| Cantona 25’ Butt 30’ Beckham 86’ Keane 88’ | Marcatori |  |

| Manchester United | Newcastle |

### Formazioni
| Manchester Utd: |    |                      |     |     |
|                 |    |                      |     |     |
| P               | 1  | Peter Schmeichel     |     |     |
| D               | 12 | Phil Neville         |     |     |
| D               | 6  | Gary Pallister       |     |     |
| D               | 4  | David May            |     |     |
| D               | 3  | Denis Irwin          |     | 46’ |
| C               | 10 | David Beckham        |     |     |
| C               | 8  | Nicky Butt           |     | 41’ |
| C               | 16 | Roy Keane            | 40’ |     |
| C               | 11 | Ryan Giggs           |     |     |
| A               | 18 | Paul Scholes         |     | 65’ |
| A               | 7  | Éric Cantona (c)     | 65’ |     |
| A disposizione: |    |                      |     |     |
| P               | 17 | Raimond van der Gouw |     |     |
| D               | 2  | Gary Neville         |     | 46’ |
| D               | 19 | Ronny Johnsen        |     |     |
| C               | 14 | Jordi Cruijff        |     | 65’ |
| C               | 15 | Karel Poborský       |     | 41’ |
| A               | 13 | Brian McClair        |     |     |
| A               | 20 | Ole Gunnar Solskjær  |     |     |
| Allenatore:     |    |                      |     |     |
| Alex Ferguson   |    |                      |     |     |

| Newcastle Utd:  |    |                    |     |     |
|                 |    |                    |     |     |
| P               | 1  | Pavel Srníček      |     |     |
| D               | 19 | Steve Watson       |     |     |
| D               | 5  | Darren Peacock     |     |     |
| D               | 27 | Philippe Albert    | 16’ |     |
| D               | 3  | John Beresford (c) |     |     |
| C               | 8  | Peter Beardsley    |     | 75’ |
| C               | 4  | David Batty        |     |     |
| C               | 7  | Rob Lee            |     |     |
| C               | 14 | David Ginola       |     | 77’ |
| A               | 9  | Alan Shearer       |     |     |
| A               | 10 | Les Ferdinand      |     |     |
| A disposizione: |    |                    |     |     |
| P               | 15 | Shaka Hislop       |     |     |
| D               | 2  | Warren Barton      |     |     |
| D               | 6  | Steve Howey        |     |     |
| C               | 18 | Keith Gillespie    |     | 77’ |
| C               | 20 | Lee Clark          |     |     |
| A               | 11 | Faustino Asprilla  |     | 77’ |
| A               | 28 | Paul Kitson        |     |     |
| Allenatore:     |    |                    |     |     |
| Kevin Keegan    |    |                    |     |     |